# Femi Adesina
Femi Adesina ist ein nigerianischer Journalist, der als Sonderberater für Medien und Öffentlichkeitsarbeit für den ehemaligen Präsidenten der Bundesrepublik Nigeria, Muhammadu Buhari, tätig war. Adesina ist Pastor der Four Square Gospel Church und Vorstandsmitglied der Full Gospel Businessmen Fellowship. Er ist mit Nike Adesina verheiratet und hat zwei Kinder.

## Ausbildung
Adesina besuchte die Obafemi Awolowo University im Bundesstaat Osun und war anschließend an der Lagos Business School.

## Karriere
Femi Adesina begann seine journalistische Karriere als Autor für Radio Lagos und wechselte später zu Vanguard Newspapers.
Adesina schrieb für Vanguard Newspapers und National Concord Newspapers, bevor er zur Sun Newspaper wechselte, wo er zum Chefredakteur aufstieg. Er war außerdem zwei Jahre lang Präsident des nigerianischen Herausgebergremiums. Obwohl Adesina für eine zweite Amtszeit als Gildenpräsident wiedergewählt wurde, trat er nach seiner Ernennung durch die Regierung zurück. Er trat auch als Chefredakteur von The Sun zurück. Adesina wurde am 31. August 2015 als Sonderberater für Medien und Öffentlichkeitsarbeit von Buhari vereidigt.

## Auszeichnungen
Er wurde von den Nigeria Media Merit Awards zum Redakteur des Jahres 2007 ernannt.
Im Oktober 2022 wurde Adesina von Präsident Muhammadu Buhari die nigerianische nationale Auszeichnung „Offizier des Ordens des Niger“ (OON)verliehen.